# チロシンキナーゼ2
チロシンキナーゼ2（英: tyrosine kinase 2、TYK2）は、ヒトではTYK2遺伝子にコードされる酵素（非受容体型チロシンキナーゼ）である。
TYK2は、最初に記載されたヤヌスキナーゼ（JAK）ファミリーのメンバーである（他のメンバーは、JAK1、JAK2、JAK3）。IFN-α、IL-6、IL-10、IL-12シグナルに関与していることが示唆されている。

## 機能
TYK2はチロシンキナーゼ、より具体的にはヤヌスキナーゼ（JAK）ファミリーに属するタンパク質である。このタンパク質はI型・II型サイトカイン受容体の細胞質ドメインに結合し、受容体サブユニットをリン酸化することでサイトカインシグナルを伝達する。また、I型・III型インターフェロンシグナル伝達経路の構成要素でもあり、そのため抗ウイルス免疫に関与している可能性がある。
サイトカインは免疫や炎症に重要な役割を果たしており、免疫細胞やその他の器官系由来の細胞の生存、増殖、分化、機能を調節している。サイトカインやその受容体の標的化は、免疫や炎症と関連した疾患の治療の有効な手段となる可能性がある。インターロイキン、インターフェロン、ヘモポイエチンを含むサイトカインは、それぞれ対応する受容体に結合しているJAKの活性化をもたらし、細胞内シグナル伝達に影響を及ぼす。
哺乳類ではJAKファミリーには4種類のメンバー、すなわちJAK1、JAK2、JAK3、そしてTYK2が存在する。JAKとサイトカインシグナルとの関係は、I型インターフェロンシグナルの伝達に関与する遺伝子のスクリーニングによって、TYK2がシグナル伝達に必須の要素として同定されたことで明らかとなった。TYK2は多くのサイトカイン受容体によって活性化される。TYK2は主にIL-12やI型インターフェロンを介したシグナル伝達に機能することがマウスモデルで示されていたが、ヒトのTYK2はこうした解析から予想されていたよりも幅広く、重要な機能を果たしていることが明らかにされている。ヒト細胞におけるTYK2の欠乏は、マウス細胞よりも劇的な影響をもたらす。IFN-α、IFN-β、IL-12シグナルに加えて、TYK2はIL-23、IL-10、IL-6シグナルの伝達にも大きな影響を及ぼす。IL-6はgp130を介してシグナルを伝達するが、gp130はIL-11、IL-27、IL-31、オンコスタチンM、毛様体神経栄養因子、カルディオトロフィン-1、CLCF1、LIFを含む大きなサイトカインファミリーに共通した受容体鎖であるため、TYK2はこれらのサイトカインを介したシグナル伝達にも影響を及ぼしている可能性がある。
また、IL-10は重要な抗炎症サイトカインであり、Il10−/−マウスでは致死的な全身性自己免疫疾患が引き起こされる。TYK2はIL-10によって活性化され、TYK2の欠乏はIL-10の産生やIL-10への応答に影響を及ぼす。生理的条件下では一般的に、免疫細胞は多くのサイトカインの作用によって調節されており、さまざまなサイトカインシグナル伝達経路間のクロストークによってJAK-STAT経路が調節されていることが明らかとなっている。

## 炎症における役割
アテローム性動脈硬化が炎症に特徴的な細胞・分子レベルでのイベントによって引き起こされることは、現在では広く受け入れられている。血管の炎症はアンジオテンシンIIのアップレギュレーションを原因としている場合がある。この物質は炎症を起こした血管で局所的に産生され、IL-6の合成と分泌を誘導する。IL-6は肝臓でJAK/STAT3経路を介してアンジオテンシノーゲンの合成誘導を担うサイトカインである。IL-6は標的細胞上のIL-6Rと呼ばれる高親和性膜タンパク質に結合し、IL-6Rによってリクルートされたgp130に結合しているチロシンキナーゼ（JAK1/2、TYK2）を介してJAK/STAT3経路が活性化される。また、慢性的な喘息患者の肺では、IL-4やIL-13が上昇している。IL-4/IL-13複合体を介したシグナル伝達はIL-4Rαを介して生じると考えられており、この受容体がJAK1とTYK2の活性化を担っている。関節リウマチにおいてTYK2が果たしている役割は、Tyk2欠損マウスが実験的関節炎に対する抵抗性を有することから直接的に観察されている。Tyk2−/−マウスは少量のIFN-αに対する応答性を欠くが、高濃度のIFN-α/βに対する応答は正常である。これらのマウスはIL-6やIL-10にも正常に応答する。このことはTYK2はIL-6やIL-10シグナルに必要であるわけではなく、またIFN-αシグナルの伝達にも大きな役割を果たしていないことを示唆している。Tyk2−/−マウスの表現型は正常であるものの、このマウスから単離されたさまざまな細胞は炎症刺激に対して異常な応答を示す。Tyk2欠損マクロファージで観察される最も顕著な表現型は、LPS刺激後の一酸化窒素産生の欠如である。Tyk2とIFN-βの欠損はLPS誘発性のエンドトキシンショックに対する抵抗性をもたらすことが示されている。

## 臨床的意義
TYK2遺伝子の変異は、高IgE症候群（HIES）と関連している。この疾患は、血清IgE値の上昇によって特徴づけられる原発性免疫不全疾患である。
TYK2は、乾癬など免疫介在性炎症性疾患（IMID）の発症時の炎症カスケードに中心的役割を果たしているようである。TYK2阻害剤開発は創薬のための合理的なアプローチであると考えられており、2022年には低分子TYK2阻害薬デュークラバシチニブ（商標名: ソーティクツ）は中等度から重度の尋常性乾癬（局面型乾癬、plaque psoriasis）に対してFDAの承認を受けている。
TYK2のP1104Aアレルはホモ接合型の場合に結核のリスクを高めることが示されている。集団遺伝学的解析からは、結核のヨーロッパへの到来によって約2000年前にこのアレルの頻度が1/3に低下したことが示唆されている。

## 相互作用
TYK2は、FYN、PTPN6、IFNAR1、Ku80、GNB2L1と相互作用することが示されている。

## 関連文献
- “tyk2, prototype of a novel class of non-receptor tyrosine kinase genes”. Oncogene 5 (9):  1329–1336. (September 1990). PMID 2216457.
- “Putative tyrosine kinases expressed in K-562 human leukemia cells”. Proceedings of the National Academy of Sciences of the United States of America 87 (22):  8913–8917. (November 1990). Bibcode: 1990PNAS...87.8913P. doi:10.1073/pnas.87.22.8913. PMC 55070. PMID 2247464.
- “Direct binding to and tyrosine phosphorylation of the alpha subunit of the type I interferon receptor by p135tyk2 tyrosine kinase”. Molecular and Cellular Biology 14 (12):  8133–8142. (December 1994). doi:10.1128/mcb.14.12.8133. PMC 359352. PMID 7526154.
- “Colony-stimulating factor 1-induced STAT1 and STAT3 activation is accompanied by phosphorylation of Tyk2 in macrophages and Tyk2 and JAK1 in fibroblasts”. Blood 86 (8):  2948–2956. (October 1995). doi:10.1182/blood.V86.8.2948.2948. PMID 7579387.
- “Homodimerization and intermolecular tyrosine phosphorylation of the Tyk-2 tyrosine kinase”. FEBS Letters 374 (3):  317–322. (November 1995). doi:10.1016/0014-5793(95)01094-U. PMID 7589562.
- “Association of the interferon-dependent tyrosine kinase Tyk-2 with the hematopoietic cell phosphatase”. The Journal of Biological Chemistry 270 (31):  18179–18182. (August 1995). doi:10.1074/jbc.270.31.18179. PMID 7629131.
- “Oligo-capping: a simple method to replace the cap structure of eukaryotic mRNAs with oligoribonucleotides”. Gene 138 (1–2):  171–174. (January 1994). doi:10.1016/0378-1119(94)90802-8. PMID 8125298.
- “Fluorescence in situ hybridization mapping of human chromosome 19: cytogenetic band location of 540 cosmids and 70 genes or DNA markers”. Genomics 15 (1):  133–145. (January 1993). doi:10.1006/geno.1993.1021. PMID 8432525.
- “The type I interferon receptor mediates tyrosine phosphorylation of insulin receptor substrate 2”. The Journal of Biological Chemistry 271 (1):  278–282. (January 1996). doi:10.1074/jbc.271.1.278. PMID 8550573.
- “Interferon-alpha-dependent activation of Tyk2 requires phosphorylation of positive regulatory tyrosines by another kinase”. The Journal of Biological Chemistry 271 (34):  20494–20500. (August 1996). doi:10.1074/jbc.271.34.20494. PMID 8702790.
- “Interaction of the c-cbl proto-oncogene product with the Tyk-2 protein tyrosine kinase”. Biochemical and Biophysical Research Communications 225 (3):  833–838. (August 1996). doi:10.1006/bbrc.1996.1259. PMID 8780698.
- “Differential associations between the cytoplasmic regions of the interleukin-12 receptor subunits beta1 and beta2 and JAK kinases”. The Journal of Biological Chemistry 272 (9):  6073–6077. (February 1997). doi:10.1074/jbc.272.9.6073. PMID 9038232.
- “Thrombopoietin and thrombin induce tyrosine phosphorylation of Vav in human blood platelets”. Blood 89 (8):  2789–2798. (April 1997). doi:10.1182/blood.V89.8.2789. PMID 9108397.
- “Interaction of p59fyn with interferon-activated Jak kinases”. Biochemical and Biophysical Research Communications 235 (1):  83–88. (June 1997). doi:10.1006/bbrc.1997.6741. PMID 9196040.
- “Janus kinase-dependent activation of insulin receptor substrate 1 in response to interleukin-4, oncostatin M, and the interferons”. The Journal of Biological Chemistry 272 (39):  24183–24190. (September 1997). doi:10.1074/jbc.272.39.24183. PMID 9305869.
- “The amino-terminal region of Tyk2 sustains the level of interferon alpha receptor 1, a component of the interferon alpha/beta receptor”. Proceedings of the National Academy of Sciences of the United States of America 94 (22):  11839–11844. (October 1997). Bibcode: 1997PNAS...9411839G. doi:10.1073/pnas.94.22.11839. PMC 23625. PMID 9342324.
- “Construction and characterization of a full length-enriched and a 5'-end-enriched cDNA library”. Gene 200 (1–2):  149–156. (October 1997). doi:10.1016/S0378-1119(97)00411-3. PMID 9373149.
- “The type I interferon receptor mediates tyrosine phosphorylation of the CrkL adaptor protein”. The Journal of Biological Chemistry 272 (48):  29991–29994. (November 1997). doi:10.1074/jbc.272.48.29991. PMID 9374471.